# Crataegus irrasa
Crataegus irrasa är en rosväxtart som beskrevs av Charles Sprague Sargent. Crataegus irrasa ingår i Hagtornssläktet som ingår i familjen rosväxter.

## Underarter
Arten delas in i följande underarter:
- C. i. divergens
- C. i. irrasa